# Vine (app)
Vine was een mobiele app van Twitter waarmee een webvideo van zes seconden gemaakt kon worden die via de app zelf of via Twitter, Facebook of e-mail gedeeld kon worden. De app werd in 2013 uitgebracht: eind januari voor iOS, in juni voor Android en in november voor Windows Phone 8. 
Vanaf 2017 konden nieuwe video's niet meer op de website van Vine geplaatst worden, maar oude konden daar nog wel bekeken worden. Nieuwe video's konden nog wel worden gemaakt met de nieuwe, beperktere versie van de app, Vine Camera, en geplaatst worden op Twitter.

## Geschiedenis
Dom Hofmann en Rus Yusupov richtten Vine op in juni 2012. Een maand later namen zij Colin Kroll op in hun team. Internetdienst Twitter nam in oktober 2012 de app van hen over. Op 24 januari 2013 werd het als een gratis iOS-app vrijgegeven voor de iPhone en iPod touch. Op 10 april werd Vine de meest gedownloade gratis app in de App Store. Op 2 juni werd de dienst beschikbaar voor Android en op 12 november voor Windows Phone 8.
Op 5 februari 2013 verhoogde Twitter de minimumleeftijd voor het downloaden van de app van 12 tot 17 jaar na een verzoek van Apple. Dit was volgens Apple noodzakelijk omdat er filmpjes werden gepubliceerd met pornografische inhoud, hetgeen de reglementen van Apple niet toestaan.
Op 3 juli 2013 gaf Twitter de videodienst Vine een update, waarbij de camera was verbeterd, vijftien kanalen waren toegevoegd en de mogelijkheid om Vine-video's privé te maken, zodat alleen de mensen die iemand volgden zijn video's konden zien.